# Арион (конь)
Арио́н (Арейон, др.-греч. Αρίων) — в древнегреческой мифологии конь, которого родила Деметра, после того как в образе кобылицы Эринии сошлась с Посейдоном. Влюблённый Посейдон преследовал Деметру, когда та, безутешная, разыскивала свою дочь Персефону. Уставшая и отчаявшаяся от бесплодных поисков Деметра менее всего была расположена к любовным утехам — она превратилась в кобылицу и укрылась в табуне, принадлежащем аркадскому царю Онку. Однако ей не удалось обмануть Посейдона, который, превратившись в жеребца, покрыл её. От этого союза родились конь Арион и нимфа Деспина. Конь Арион умел говорить, принадлежал он Иолаю. По другой версии, конь был сыном Геи, Адраст — третий его хозяин, так как Геракл выпросил коня у Онка, когда воевал с элейцами.
Благодаря этому коню Адраст спасся от смерти во время похода на Фивы. О потомках коня из Посейдонова рода упоминает Вергилий.
Культ Ариона был распространен в Аркадии, где чеканили монеты с его изображением.